# Campeonato nacional de Estados Unidos 1916
Lista de los campeones del Campeonato nacional de Estados Unidos de 1916:

## Senior

### Individuales masculinos
Richard Norris Williams vence a  William Johnston, 4–6, 6–4, 0–6, 6–2, 6–4

### Individuales femeninos
Molla Bjurstedt vence a  Louise Hammond Raymond, 6–0, 6–1

### Dobles masculinos
Bill Johnston /  Clarence Griffin vencen a  Maurice McLoughlin /  Ward Dawson, 6–4, 6–3, 5–7, 6–3

### Dobles femeninos
Molla Bjurstedt /  Eleonora Sears vencen a  Louise Raymond /  Edna Wildey, 4–6, 6–2, 10–8

### Dobles mixto
Eleonora Sears /  Willis Davis vencen a  Florence Ballin /  Bill Tilden, 6–4, 7–5
| Predecesor: 1915 | Campeonato nacional de Estados Unidos 1916 | Sucesor: 1917 |
| Predecesor: -    | Grand Slam 1916                            | Sucesor: -    |

- Datos: Q2411531